# William à Court (1er baronnet)
William Pierce Ashe à Court, 1er baronnet (c 1747 - 22 juillet 1817) est un homme politique britannique.

## Biographie
Il est le fils du général William Ashe-à Court (en) et d'Anne Vernon. Il représente Heytesbury à la Chambre des communes de 1781 à 1790 et de nouveau de 1806 à 1807. En 1795, il est créé baronnet de Heytesbury dans le comté de Wiltshire. Il est nommé lieutenant-colonel de la milice du Wiltshire en 1797 et haut shérif de Wiltshire en 1812.

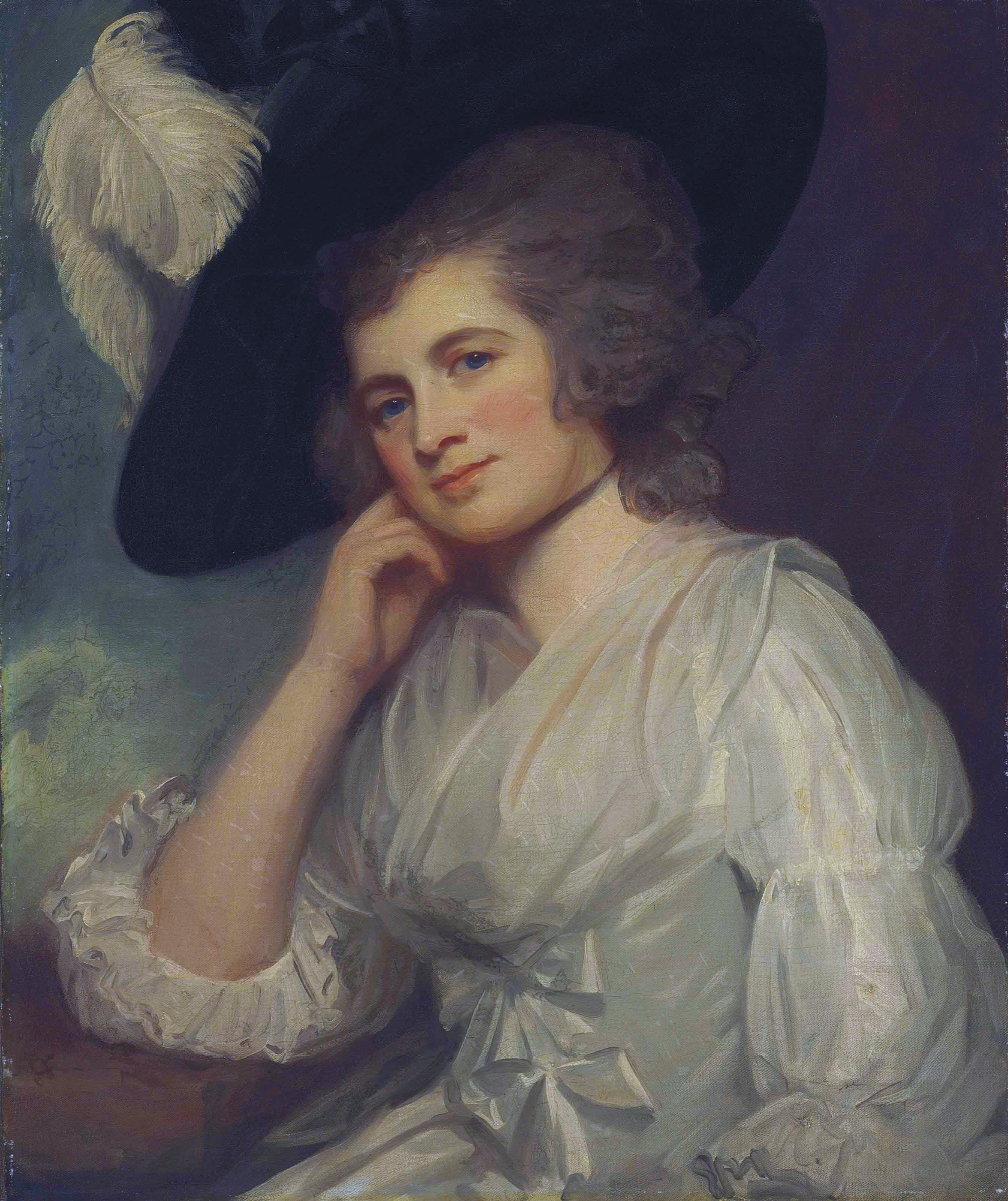
Laetitia à Court, née Wyndham (George Romney)

Il épouse Catherine Bradford, fille de John Bradford, en 1769. En 1777, elle meurt à Cheltenham, dans le Gloucestershire. Sa plaque commémorative, dans l'église paroissiale de Cheltenham, suggère qu'elle a été empoisonnée à l'arsenic par un serviteur. L'année suivante, à Court épouse Laetitia Wyndham, fille de Henry Wyndham et sœur de Henry Penruddocke Wyndham. Il meurt en juillet 1817 et est remplacé par son fils de son deuxième mariage, William à Court (1er baron Heytesbury), qui devient lord lieutenant d'Irlande et est élevé à la pairie en tant que baron Heytesbury en 1828. Lady à Court est décédée en 1821.
Sa petite-fille Elizabeth Ash à Court-Repington (en) (décédée en 1911), fille unique du général Charles Ashe à Court-Repington et nièce de William à Court (1er baron Heytesbury), épouse en 1846 Sidney Herbert et a sept enfants, dont les 13e et 14e Comte de Pembroke.